# Te Kopuru
Te Kopuru Új-Zéland egyik városa. Az Északi-szigeten helyezkedik el, a Pouto-félszigeten, Northland régióban, azon belül is Kaipara kerületben. A 453  fős város népessége lassanként csökkenő tendenciát mutat. A várostól 14 kilométerre északra található Dargaville. A Pouto-félszigetet itt vágja szinte ketté a Wairoa-folyó.

## Története
A területen eredetileg a maori Ngāti Awa iwi csoport élt, de később a 17., vagy 18. század során elvette tőlük a Ngāti Whātua iwi csoport.
1870-ben kauri fűrészmalom épült a településen, ami 1871-től üzemelt, melyet már 1867-ben meg akartak építeni, de nem sikerült a gépek szállítását megoldani. Az ország legnagyobb teljesítményű faipari feldolgozója volt 1875-ben, mivel hetente 37 000 folyóméternyi faanyag került ki innen. 1883-ban tűz pusztította el az üzemet, melyet újraépítettek, majd 1906-ban ismét tűzvész áldozata lett a fűrészmalom. 1876-ban a városban már boltok üzemeltek, és egy könyvtár, ám hotel nem volt. 1877-ben postahivatal nyílt. 1879-ben épült meg a Dargaville felé vezető út. Az évtized végére már állandó jelleggel 215 fő élt a városban.
A népesség 440 főre emelkedett az 1890-es évekre, amely a fafeldolgozó ipar fejlődésével párhuzamosan nőtt. Tikinui felé, déli irányban 1897-ben épült út. A kauri gumit gyűjtögetők az 1890-es években meglehetősen gyakoriak voltak, de ez a foglalkozás eltűnt az 1910-es évekre. A századforduló idején indították be W Brown és Fiai hajóépítő üzemüket. Tejelő szarvasmarhákat a huszadik század elején kezdtek el a környéken tenyészteni. 1903-ban ideköltözött a vámhivatal Poutóból. Dargavillnek kisebb lakossága volt a század elején, ezért itt épült fel a környéket ellátó kórház.
A fűrészmalom 1920-ban bezárta kapuit. Az 1930-as években az észak felé vezető rossz állapotúvá vált útvonalat visszaminősítették. 1956-ban a kórházból a betegellátást átköltöztették a Dargavilleben épült új kórházba. A terhesgondozás és az idősek ellátása azonban továbbra is helyben maradt, annak ellenére, hogy 1959-ben a régi kórházi épület leégett. 1971-ben a még meglévő egészségügyi szolgáltatásokat is átköltöztették a dargavillei kórházba.

## Népesség
A város lakóinak száma 2006-ban 453 fő volt, ami a 2001-es népszámlálást követően 27 fős csökkenést jelent. A városban és környékén főleg európai származású emberek és maorik laknak.

## Oktatás
A város első számú általános iskolája a Te Kopuru School, melyet 1872-ben alapítottak. 1937-ben Tikinui, Tatarariki és Redhill általános iskolái beolvadtak a Te Kopuru School intézménybe. Az 1965-ben bezárt Aratapu District High School középiskola Te Kopuru északi részén fekszik. A legközelebb található középfokú oktatási intézmény Dargavilleben van.

## Fordítás
Ez a szócikk részben vagy egészben  a   TeKopuru című angol Wikipédia-szócikk ezen változatának fordításán alapul.  Az eredeti cikk szerkesztőit annak laptörténete sorolja fel. Ez a jelzés csupán a megfogalmazás eredetét és a szerzői jogokat jelzi, nem szolgál a cikkben szereplő információk forrásmegjelöléseként.